# Jardim Vortex
O Jardim Vortex é um jardim público de propriedade privada na cidade Hessiana de Darmstadt (Alemanha). Trata-se de um jardim panteístico de permacultura na área de art nouveau de Mathildenhoehe e alude a descoberta de Viktor Schauberger da “força levitacional” através de representações artísticas de escultores de renome internacional, incluído John Wilkes, Jacopo Foggini, Jerome Abel Seguin e Hyesung Hyun. O jardim é propriedade privada de Henry Nold de Darmstadt, mas está aberto ao público.

## Conceito

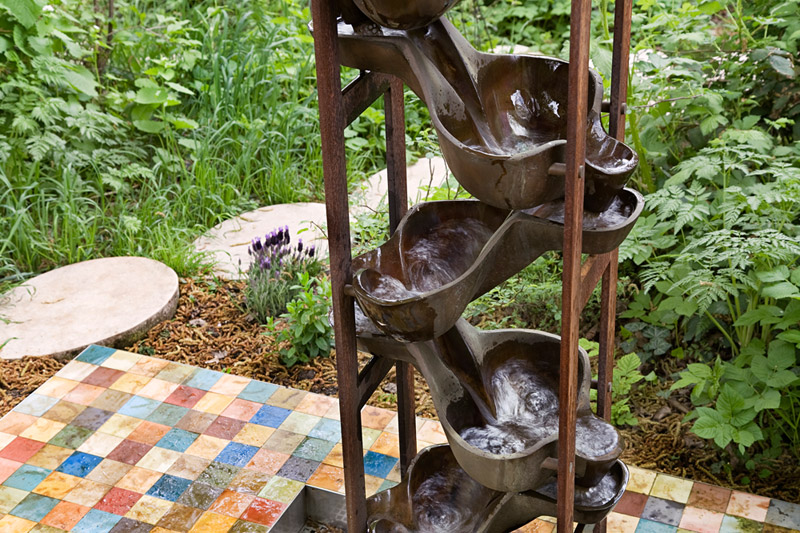
Flowform de cobre no Jardim Vortex de Darmstadt

O termo “Vortex” denota um movimento em forma de turbilhão ou redemoinho. Para o dono do jardim, significa espirais ou formas de hélice e, por extensão, evoca conceitos tais como o DNA, a dupla hélice e os elementos básicos da vida.

## Antecedentes históricos culturais
O Vortex Garden, juntamente com o "Haus Hubertus" construído em 1921 pelo arquiteto Jan Hubert Pinand para a família Diefenbach, é a base de uma nova forma de "topografia sagrada", uma homenagem ao movimento de reforma da vida, considerado à alternativa ao comunismo e ao capitalismo.

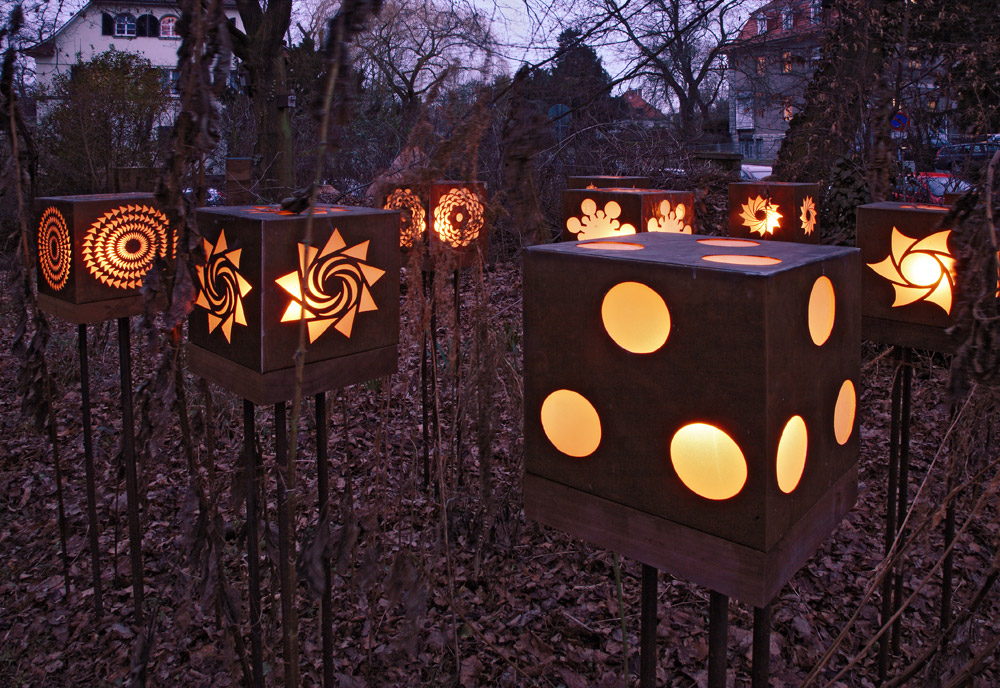
Pictogramas de Círculos de Colheita

O efeito carismático das colônias de artistas alemães e suíças de Mathildenhoehe, Worpswede, Amden e Monte Vertia alimentou a criatividade nos boêmios e pensadores livres e foi favorável ao surgimento de outros projetos utópicos e um novo contexto de pensamento alternativo na Europa. Por trás disso estava o sonho daqueles que sofreram a perda do paraíso e desejavam encontrar um novo: anarquistas, nudistas, feministas, dadaístas, pacifistas, maçons, teosofistas e pessoas em busca de si mesmos. O que atraiu a cada vez mais dessas pessoas foi o espírito de utopia e uma nova definição de si através da criação de sua própria mitologia afastada dos processos e hábitos tradicionais da vida consagrados pelo tempo. O Jardim Vortex espelha esse desejo por um lugar onde se recolhem e reúnem as energias que operam de maneira invisível e, quando são refletidas, podem se manifestar.

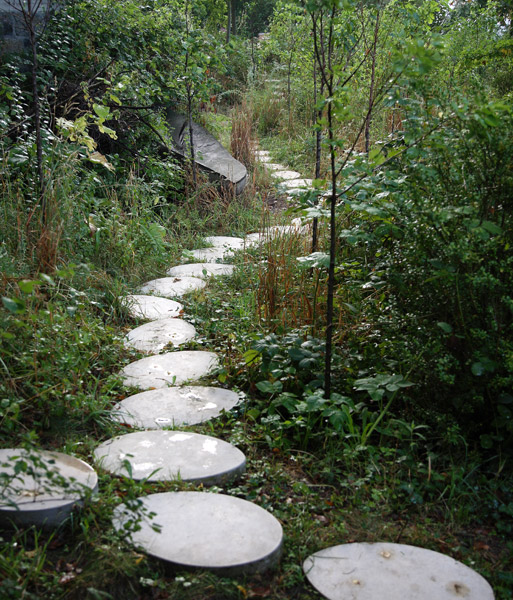
Geometria Oval

## Geometria e Numerologia

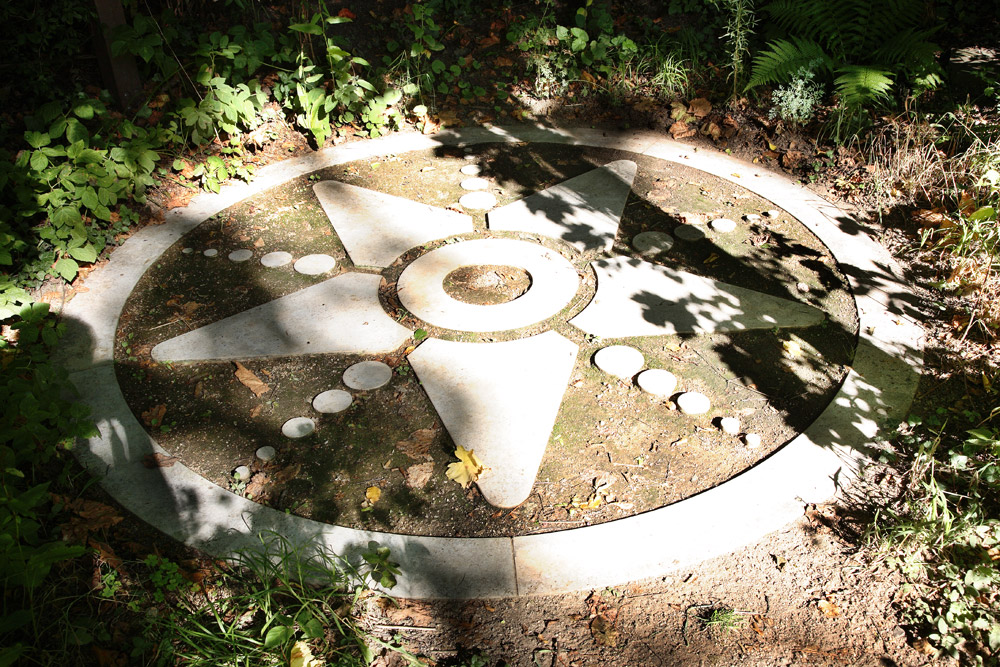
Pentagrama de Círculo de Cultura

Outro tema no Jardim Vortex é a geometria sagrada e as relações numéricas cosmológicas, como a “Proporção áurea” e a sequência numérica de Fibonacci derivada dela, frequentemente encontradas nos círculos nas plantações, geralmente com 70 metros de diâmetro, que aparecem misteriosamente a cada ano, principalmente em campos na Inglaterra até a data de colheita. Versões menores desses círculos nas plantações são imortalizadas em Prinz-Christians-Weg 13, Darmstadt na forma de mosaicos e pictogramas, bem como tridimensionalmente em esculturas de habilidade excecional. Os padrões altamente complexos desses círculos de cultura são desenhados como formas geométricas compreensíveis passo a passo e têm um efeito ordenado e decoroso no ambiente em que estão localizados, como no caso da entrada da escadaria lateral, onde uma linha de gravuras de moedas de bronze ficam uma ao lado da outra intercaladas em intervalos curtos com 48 pictogramas de círculo de culturas diferentes. Uma fotografia da casa de veraneio de Goethe em Weimar, mostra um pentagrama de pedra no chão, forneceu a inspiração para o mosaico de círculo de cultura em lajes de pedra calcária no pavilhão com prismas de vidro brilhante no design da cúpula.
As 108 pedras ovais colocadas ao redor da casa fornecem uma evocação da lua, espelhada em metal precioso de prata com peso atômico de 108 e que lembra o raio da lua que tem 1080 milhas.

## Biônica e Permacultura

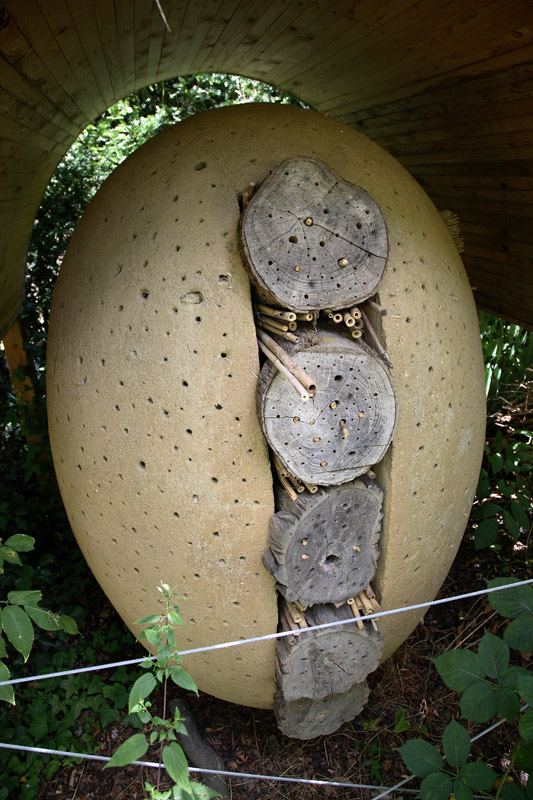
Hotel para Insetos – Argila e Madeira

Nas piscinas em cascata de forma orgânica de John Wilkes, a água produz padrões lemniscados com vários ritmos de acordo com as diferentes larguras das bacias. As fontes com truque são abastecidas com a água da chuva pelas calhas, através de três tanques; reforçada pelo movimento revigorante nas bacias de flowform, a água é usada para a irrigação do jardim.
No Jardim Vortex, o solo do jardim e a manutenção das plantas baseiam-se nos princípios da abordagem de permacultura. Segundo as recomendações de Hermann Benjes, um número relativamente grande de pilhas de madeira morta e de lenha fornecem locais de reprodução para os microrganismos neste jardim da cidade.

## Layout do jardim com elementos ovais
A lagoa, escavada em forma de cratera, ovoide e coberto com uma passarela de madeira redonda e escultura de Stalattite de cor magenta de Jacopo Foggini, é baseada em “funis” de exercícios rúnicos que foram escavados no solo para a prática de ginástica e implicaram consideráveis movimento da terra. Um funil de cobre de três pernas, com um fluxo de água em forma de sino em espiral, traz vitalidade ao biótopo.
Colocados em uma saliência entre as duas grandes caixas de nidificação de morcegos em frente às janelas do quarto no andar de cima, há um grande número de pequenos troncos com milhares e milhares de buracos nas pontas para formar possíveis habitações para os insetos. (Ver também hotel para insetos). Em outros lugares, um ovo de argila de quase 2 metros de altura com buracos feitos na superfície pode ser considerado um lar para abelhas solitárias e um local de nidificação para outros insetos. Há várias caixas de favo de mel destituídas no jardim para as abelhas.

## Implosão em vez de Explosão
A partir das descobertas obtidas ao longo de 30 anos de observação da natureza em áreas primitivas da Áustria, Viktor Schauberger buscou implementar processos e princípios básicos de vida e movimento para a produção de combustível alternativo para máquinas, turbinas, motores ou gerar calor. Os visitantes do Jardim Vortex podem experimentar tais forças implosivas e conhecer o modo como as forças da vida podem emergir, crescer e se desenvolver.
O nome "Vortex" deriva das muitas formas e dos funis de Flowform com as formas espiraladas e lemniscadas (em forma de oito) do movimento da água.